# Cougnou
Le cougnou, appelé aussi cougnole dans certaines régions mais également folard, quignole, queugnole, coquille ou pain de Jésus, est une viennoiserie typique de la Belgique et du nord de la France consommée durant les périodes de la Saint-Nicolas et de Noël ainsi qu'à la Saint-Martin.

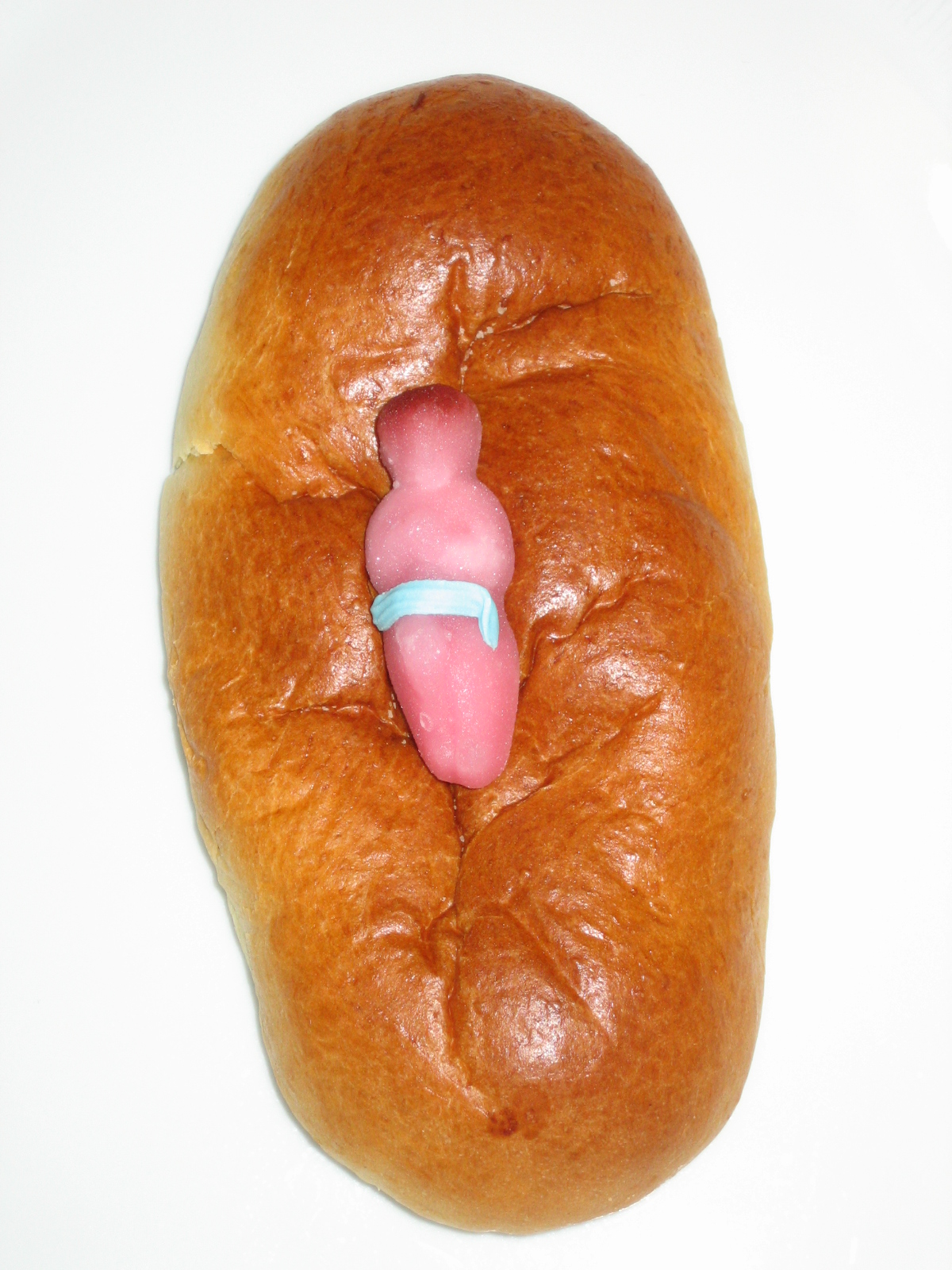
Un cougnou.

Le pain de Jésus est un pain brioché dont la forme rappelle celle de l'enfant Jésus emmailloté. Il peut aussi avoir la forme spéciale d'un pain à deux têtes. On ajoute à la pâte du sucre perlé, des raisins secs ou des pépites de chocolat selon les régions. En Belgique, il est traditionnellement au sucre perlé. Il est à différencier du craquelin et du cramique qui ont une forme de pain, ont une pâte et des goûts différents et dont la partie supérieure est caramélisée à la cuisson. On le retrouve traditionnellement en Belgique lors des fêtes de fin d'année (particulièrement Saint-Martin, Saint-Nicolas et surtout Noël) afin de le manger le matin avec du beurre demi-sel. En France, il est habituellement donné aux enfants au matin de Noël mais aussi à la fête de la Saint-Martin. On l'accompagne souvent d'un bol ou d'une tasse de chocolat chaud.
Ce pain semble[évasif] être originaire de l'ancien Hainaut, mais il s'est répandu dans toutes les provinces du sud des Pays-Bas belgiques et dans la principauté de Liège.

## Noms

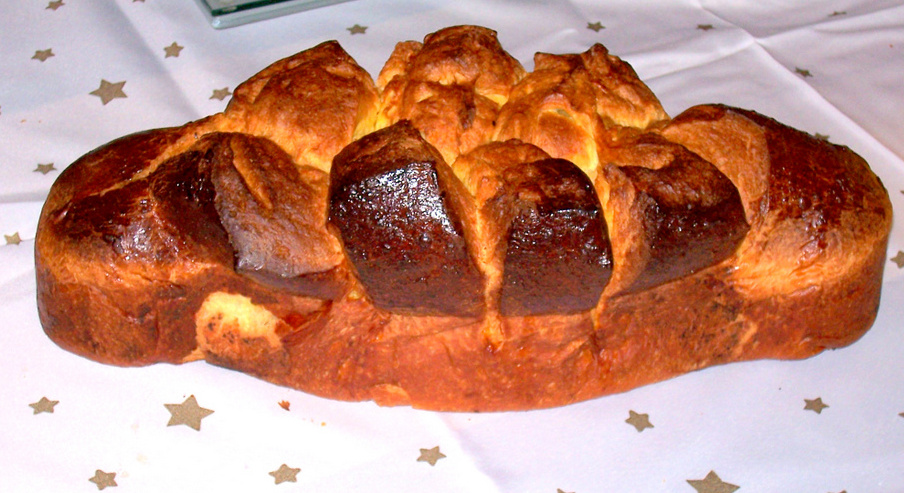
Une quéniole du Valenciennois.

L'expression « pain de Jésus » est peu usitée, le terme « cougnou » est le plus utilisé en Belgique. Il est d'ailleurs considéré, avec « cougnole », comme un belgicisme par différents dictionnaires : 

« Cougnou n.m. Wallon central, méridional et oriental. Bruxelles. Brioche de Noël. »

 Souvent, on préfère utiliser le nom local qui varie selon la région :
- coquille dans la Flandre romane (Lille et Tournai) ;
- cougnole ou cugnole dans le Hainaut belge (à Mons, on rencontre aussi la variante « cognolle[2] ») ;
- cougnou dans les provinces wallonophones, à Bruxelles et en Flandre belge ;
- bonhomme ou cougnou dans la région de Liège ;
- Jésus dans le nord du Hainaut belge (Lessines) ;
- quéniole ou cuniole dans le Hainaut français et le Cambrésis ;
- volaeren, folarts ou folards dans le Westhoek français ou Flandre flamingante (Dunkerque).
- Mikkeman dans le Limbourg.
- Mirou dans le Sud-Est belge[3] (Malmedy) ;

Il existe aussi l'orthographe plus rare cougnoul à la place de cougnou.

Dans le Dictionnaire du patois de Lille de Pierre Legrand : 

« Coquille, s. f. Gâteau de forme oblongue que petit Jésus met, le jour de Noël, sous l'oreiller des enfants qui ont été bien sages. J'ignore pourquoi l'on a donné ce nom à ce gâteau, mieux désigné à Cambrai, où on l'appelle quéniole ou cuniole, du latin cunæ, berceau, maillot, cunalis. »

Dans le Dictionnaire rouchi-français de Gabriel Hécart : 

« Quéniole. V. kéniole. Dans le département de la Meurthe, ces gâteaux se nomment côgnés ; ils y ont la même figure qu'à Valenciennes et se donnent le jour de l'an. »

### Étymologie
Il est probable que le mot vienne de cunoieus, « petit coin » (de cuneus, -i, « coin »). Cuneus a d'ailleurs pu donner « cougne » (coin en fer pour fendre le bois). Par comparaison, le « quignon » est une grosse tranche de pain en forme de coin.

## Période de consommation
On les retrouve traditionnellement lors des fêtes de fin d'année. Particulièrement, on le consomme durant les fêtes suivantes :
- Saint-Martin[6],
- Saint-Nicolas[6],
- Noël[6].

Généralement, les cougnous sont vendus de la Saint-Martin (11 novembre) à Noël (25 décembre).

## Décoration

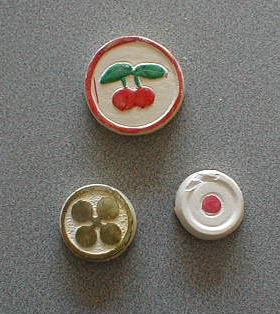
Ronds de plâtre.

Le pain de Jésus est souvent décoré, différemment selon la région. La tradition de la décoration vient par contre du pays flamand.[pas clair] On le décore dans de nombreux endroits avec des ronds en terre cuite comme dans le Hainaut, le Namurois et le pays de Liège. En Flandre romane, particulièrement à Tournai, on le décore avec un « petit Jésus » en plâtre. On fait des incisions à la quéniole dans le Cambrésis. On trouve également des pains de Jésus décorés avec des fleurs, des morceaux de sucre quelquefois disposés en croix, des rubans, un enfant Jésus en sucre, etc.
Le rond est traditionnellement fabriqué avec de la glaise de Baudour, mais cette matière a progressivement été remplacée par le plâtre. Il a un nom particulier dans les parlers locaux, que ce soit dans les parlers wallons ou dans les parlers picards. On peut citer pour le wallon la mastele à Sombreffe, le fayu dans le pays de Liège et la boutroûle à Charleroi qui veut dire « nombril » en wallon, mais aussi pour le picard, la corone à Aubechies et le macaron à Boussu. Dans la région de Soignies, il se nomme le patacon, du nom d'une ancienne monnaie.

## Usages locaux
À Andenne, un jeu de cartes traditionnel appelé trairies permet de gagner des cougnous ainsi que des bûches de Noël. Ces trairies se déroulent la nuit de la Nativité, après la messe de minuit, dans les cafés et les boulangeries de la cité mosane, dans lesquels se rassemble la population andennaise.
À Waremme, le mambour des pauvres distribuait des cougnous à la Noël comme l'atteste le relevé de ses comptes en 1592 : « À jour de Noel distribué en cougnoulx comme de coustume auxdits pauvres. »
À Jodoigne, on dit que les cougnous sont distribués aux enfants par le « Petit Noël » (Ptit Noyé) durant la nuit de Noël.
« En Hainaut, nous savons que la cougnoie est censée être distribuée durant la nuit de Noël par l'Enfant Jésus. Cette croyance constitue un phénomène particulier à l'ancien diocèse de Cambrai. Elle ne se rencontre, en effet, qu'en Hainaut et en Brabant, c'est-à-dire dans les régions qui, jusqu'en 1559, constituaient ce diocèse. Elle est donc inconnue de part et d'autre de ce territoire. En Lorraine, en Champagne et dans la Wallonie orientale par exemple, le cougnou est offert par les parrain et marraine, ce qui exclut toute intervention surnaturelle […] En raison de la liaison intime qui existe, tant en Hainaut qu'en Brabant, entre le gâteau traditionnel et le culte de l'enfant Jésus (liaison qui est attestée depuis le XVIIe siècle), le gâteau y a pris partout la forme anthropomorphe que nous lui connaissons. Il n'est pas douteux que cette forme ait remplacé une forme plus ancienne — celle du losange ou double coin —, ce qui explique la dénomination de cougnole. Parfois encore d'ailleurs, mais c'est rare, on retrouve en Hainaut des gâteaux de Noël qui ont conservé la forme ancienne du losange. »

## Proverbe
Dans la province de Liège, le mot cougnou est utilisé dans un proverbe déclarant que s'il fait doux à la Noël, il fera froid à Pâques (équivalent du proverbe « Noël au balcon, Pâques aux tisons ») : « Quand on mange les cougnous au soleil, on mange les cocognes [œufs de pâques] derrière le poêle. » Il existe également un proverbe similaire en wallon liégeois, mais avec des bouquettes : « Qwand on magne les bouquettes à l'houhe, on magne les cocognes ès 'l couleie. » (Quand on mange les crêpes à la porte [sur le seuil], on mange les œufs de Pâques au coin du feu).

## Histoire de la coutume belge de faire des pains de forme humaine
En 1737, dans son histoire Naturelle de la Province de Languedoc, Jean Astruc dissertait sur les anciennes superstitions des Belges consistant à faire des représentations de figures humaines avec de la pâte. Il cite un document en référence à cette ancienne tradition belge.
Selon Jean Astruc, cette tradition issue du paganisme gaulois se serait étendu à toutes les Gaules qui partageaient à peu près les mêmes coutumes. Il ajoute même que ces pains se faisaient pour la nouvelle année et que le Concile de Leptines tenu en 743 dans le diocèse de Cambrai faisait déjà référence à cet usage de pétrir exprès pour cette superstition au commencement de l’an.
Jean Astruc explique qu'une tradition semblable à celle des Belges était présente dans le bas Languedoc : des gâteaux qui se font en forme d’homme et que l’on offre aux enfants avant Noël. Ils sont nommés Eſtevès ou Etiennes en référence à la fête de saint Étienne, mais selon le chroniqueur ce nom serait un correctif destiné à détourner une pratique superstitieuse que l’on ne pouvait abolir de ses origines.
Cette anecdote met en lumière le fait que l'histoire de cette tradition de faire des pains en forme de figure humaine était déjà fortement présente au XIIIe siècle et remonterait sans doute à l'antiquité.